# 卡尔-埃里克·斯文松
卡尔-埃里克·斯文松（瑞典語：Carl-Erik Svensson，1891年2月20日—1978年11月9日），瑞典男子体操运动员。他曾获得1912年夏季奥运会体操比赛男子团体瑞典式金牌。他于1978年在斯德哥尔摩去世。